# 宮島丸 (宮島連絡船)
宮島丸（みやじままる）は、山陽鉄道の鉄道連絡船。宮島航路で運用された。

## 概略
宮島航路は、1897年（明治30年）、広島市在住の個人が経営する渡船として発足し、1899年（明治32年）地元有志が出資した会社に移管された。この会社で1902年（明治35年）に就航した船舶が宮島丸である。
宮島丸は1902年（明治35年）3月に竣工し、同年4月に就航する。木造船で製造会社は不明（会社ではなく、船大工の製造の説もある）。
1903年（明治36年）3月 、山陽鉄道が宮島航路を買収し直営航路になると、譲渡された宮島丸で運航していた。しかし、定員が約100名ということが利用客増加に対応できなくなる。この状況に対応するため、山陽鉄道は新造船厳島丸を就航させ、宮島丸は同年11月に終航する。
宮島丸はその後下関港に転属し、関門航路の補助船となる。1906年（明治39年）12月1日に鉄道国有法により山陽鉄道が国有化されると鉄道省の船舶となる。1915年（大正4年）4月に函館港に転属し青函航路の補助船となる。1917年（大正6年）6月に青森港に転属し、1925年（大正14年）に運用を終える。その後は不明である。

## プロフィール（新造時）
- 総トン数：30.3t
- 全長：58.8ft
- 全幅：12.2ft
- 速力：8.8kt
- 乗客：107名

※1ft=0.3048m

## その他
宮島航路で「宮島丸」「みやじま丸」の名称の船舶は5隻ある（西暦は宮島航路での就航年）。
宮島丸　山陽鉄道　　1902年 - 1905年
みやじま丸（初代）　国鉄　1954年 - 1964年
みやじま丸（2代目）　国鉄　1965年 - 1978年
みやじま丸（3代目）　国鉄→JR西日本　1978年 - 2006年
みやじま丸（4代目）　JR西日本→JR西日本宮島フェリー　2006年 -
宮島丸は山陽鉄道時代に宮島航路での運航を終えているため、歴代のみやじま丸には含まれない。